# Genocidio de pueblos indígenas en Brasil
El genocidio de los pueblos indígenas en Brasil comenzó con la colonización portuguesa de las Américas, cuando Pedro Álvares Cabral tocó tierra en lo que hoy es el país de Brasil en 1500. Esto inició el proceso que condujo a la despoblación de los pueblos indígenas en Brasil, por enfermedades y tratos violentos por parte de los colonos europeos, y su sustitución gradual por colonos de Europa y pueblos esclavizados de África. Este proceso ha sido descrito como un genocidio y continúa en la era moderna con la continua destrucción de los pueblos indígenas de la región amazónica.
Más de ochenta tribus indígenas fueron destruidas entre 1900 y 1957, y la población indígena en general se redujo en más del ochenta por ciento, de más de un millón a alrededor de doscientos mil. La Constitución brasileña de 1988 reconoce el derecho de los pueblos indígenas a continuar con sus modos de vida tradicionales ya la posesión permanente y exclusiva de sus "tierras tradicionales", que están demarcadas como Territorios Indígenas. En la práctica, sin embargo, los pueblos indígenas de Brasil todavía enfrentan una serie de amenazas y desafíos externos a su existencia y herencia cultural. El proceso de demarcación es lento, a menudo implica batallas legales prolongadas, y la FUNAI no tiene suficientes recursos para hacer cumplir la protección legal en las tierras indígenas.
Desde la década de 1980 ha habido un auge en la explotación de la selva amazónica para la minería, la tala y la ganadería, lo que representa una grave amenaza para la población indígena de la región. Los colonos que invaden ilegalmente las tierras indígenas continúan destruyendo el medio ambiente necesario para las formas de vida tradicionales de los pueblos indígenas, provocan enfrentamientos violentos y propagan enfermedades. Pueblos como Akuntsu y Kanoê han estado al borde de la extinción en las últimas tres décadas. El 13 de noviembre de 2012, la Articulación de los Pueblos Indígenas de Brasil (APIB) presentó a las Naciones Unidas un documento de derechos humanos con quejas sobre nuevas leyes propuestas en Brasil que, de ser aprobadas, socavarían aún más sus derechos.
Se han formado varias organizaciones no gubernamentales (ONG) debido a la persecución en curso de los pueblos indígenas en Brasil, y se ha ejercido presión internacional sobre el estado después de la publicación del Informe Figueiredo que documentó violaciones masivas de derechos humanos. Los abusos han sido calificados de genocidio, etnocidio y genocidio cultural.

## Tribus afectadas
En la década de 1940, el Estado y el Servicio de Protección Indígena (Serviço de Proteção aos Índios, SPI) reubicaron por la fuerza a las tribus Aikanã, Kanôc, Kwazá y Salamái para trabajar en las plantaciones de caucho. Durante el viaje muchos de los indígenas murieron de hambre; los que sobrevivieron al viaje fueron ubicados en un asentamiento de IPS llamado Posto Ricardo Franco. Estas acciones resultaron en la casi extinción de la tribu Kanôc.
El etnocidio de los Yanomami ha sido bien documentado; se estima que actualmente hay nueve mil viviendo en Brasil en la cuenca del Alto Orinoco y otros quince mil en Venezuela. La ONG Survival International ha informado que a lo largo de la década de 1980 hasta cuarenta mil buscadores de oro entraron en territorio yanomami trayendo enfermedades a las que los yanomami no tenían inmunidad, los buscadores les dispararon y destruyeron pueblos enteros, y Survival International estima que hasta el veinte por ciento de la población estaban muertos dentro de los siete años.
Los Uru-Eu-Wau-Wau, cuyo territorio ha sido protegido por ley desde 1991, vieron una afluencia estimada de 800 personas en 2007. Los líderes tribales se reunieron con las autoridades civiles y exigieron que los intrusos fueran desalojados. Esta tribu, inicialmente contactada en 1981, vio una severa disminución en la población después de que colonos y mineros introdujeron enfermedades. Sus números ahora se estiman en unos pocos cientos.
En 2022, 'Man of the Hole', que estuvo totalmente aislado durante 26 años y fue el último superviviente del genocidio de su tribu aislada, murió. Vivía en el Territorio Indígena Tanaru en el estado de Rondônia. El Observatorio de Derechos Humanos de los Pueblos No Contactados y Recién Contactados pidió que el territorio sea protegido permanentemente como memorial del Genocidio Indígena.

## Colonización portuguesa
Durante la colonización portuguesa de las Américas, Cabral tocó tierra frente a la costa atlántica. Durante la década siguiente, los indígenas tupí, tapuya y otras tribus que vivían en la costa sufrieron una gran despoblación debido a las enfermedades y la violencia. También se produjo un proceso de mestizaje entre colonos portugueses y mujeres indígenas. Se estima que de los 2,5 millones de indígenas que habían vivido en la región que ahora comprende Brasil, menos del 10 por ciento sobrevivió hasta el siglo XVII. La razón principal de la despoblación fueron enfermedades como la viruela que avanzaron mucho más allá del movimiento de los colonos europeos.

## Reacción de estado
En 1952, Brasil ratificó la convención sobre el genocidio e incorporó a sus leyes penales el artículo II de la convención. Mientras se redactaba el estatuto, Brasil argumentó en contra de la inclusión del genocidio cultural, alegando que algunos grupos minoritarios pueden usarlo para oponerse a la asimilación normal que ocurre en un nuevo país. Según el profesor de derecho de la Universidad de Vanderbilt Larry May, el argumento presentado por Brasil fue significativo, pero el genocidio cultural no debe dejarse de lado, y este tipo de genocidio debe incluirse dentro de la definición de genocidio.
En 1967, el fiscal, Jader de Figueiredo Correia, presentó el Informe Figueiredo a la dictadura que entonces gobernaba el país. El informe, que constaba de siete mil páginas, permaneció oculto durante más de cuarenta años. Su estreno causó furor internacional. Los documentos redescubiertos fueron examinados por la Comisión Nacional de la Verdad, que se encargó de las investigaciones de las violaciones de derechos humanos ocurridas en los períodos de 1947 a 1988. El informe revela que el SPI había esclavizado a indígenas, torturado a niños y robado tierras. La Comisión de la Verdad opinó que tribus enteras en Maranhão fueron completamente erradicadas y en Mato Grosso, un ataque a treinta Cinturão Largo dejó solo dos sobrevivientes (la "Masacre en el Paralelo 11"). El informe también afirma que los terratenientes y miembros del SPI habían entrado en aldeas aisladas e introducido deliberadamente la viruela. De las ciento treinta y cuatro personas acusadas en el informe el Estado aún no ha juzgado a ninguna. El informe también detalló casos de asesinatos en masa, violaciones y torturas. Figueiredo afirmó que las acciones de la SPI habían dejado a los pueblos indígenas al borde de la extinción. El estado abolió el SPI luego de la publicación del informe. La Cruz Roja inició una investigación después de que se hicieran más denuncias de limpieza étnica después de que se reemplazara el SPI.Según Alonso Gurmendi, el informe de la investigación concluyó que los pueblos indígenas experimentan aculturación, al tiempo que oculta el genocidio: "...el CICR ayudó a Brasil a ocultar su propio genocidio neocolonial de los pueblos indígenas como si no fuera genocidio, a pesar de las conclusiones del Informe Figueiredo."
En 1992, un grupo que había estado buscando oro fue juzgado por intento de genocidio de la tribu yanomami. Un informe de un antropólogo, que se presentó como prueba durante el juicio, afirma que la entrada de los buscadores en territorio yanomami tuvo un efecto adverso en sus vidas, ya que los buscadores eran portadores de enfermedades. También habían contaminado los ríos que los yanomami usaban como fuente de alimento. La ONU informó que miles de yanomami han sido asesinados porque el gobierno brasileño no hizo cumplir la ley y que, incluso después de que se demarcó el territorio del pueblo yanomami, el estado no proporcionó los recursos necesarios para detener la incursión ilegal de buscadores de oro. Estos buscadores de oro han causado incendios forestales masivos que han llevado a la destrucción de extensas áreas tanto de tierras de cultivo como de selva tropical.
En 2014, el Volumen II, Capítulo 5 del Informe oficial de la Comisión Nacional de la Verdad reconoció la muerte de al menos 8000 indígenas durante el período investigado y formuló 13 recomendaciones para remediar la situación, comenzando con una disculpa pública del Estado brasileño a los pueblos indígenas, e incluyendo "la creación de una comisión de la verdad específica para la cuestión indígena; una fecha conmemorativa de los hechos ocurridos; la creación de museos; la producción de material didáctico y audiovisual para ser compartido en las escuelas, en la televisión e internet; la implementación de acciones para preservar la cultura de los pueblos indígenas; la entrega de toda clase de documentos de la dictadura a estos pueblos; y la devolución de los territorios que les fueron arrebatados”.

## Reacción internacional
En la Cumbre de la Tierra de 1992 en Brasil, los representantes de los pueblos indígenas de todo el mundo presentaron la Declaración de Kari-Oka y la Carta de la Tierra de los Pueblos Indígenas. La Declaración de Kari-Oka establece que "Seguimos manteniendo nuestros derechos como pueblos a pesar de siglos de privaciones, asimilación y genocidio". La declaración también afirmó que la convención sobre el genocidio debe ser enmendada para incluir el genocidio de los pueblos indígenas. El Grupo de Trabajo Internacional para Asuntos Indígenas (IWGIA) se fundó en 1968 en respuesta al genocidio de los pueblos indígenas en Brasil y Paraguay, y en 1969 se fundó Survival International en Londres como respuesta a las atrocidades, el robo de tierras y el genocidio ocurrido en la Amazonía brasileña. En 1972, antropólogos de la Universidad de Harvard fundaron Cultural Survival.
El Banco Mundial ha sido objeto de críticas por los préstamos que se han utilizado para ayudar a financiar el desplazamiento de los pueblos indígenas y la destrucción del medio ambiente. El proyecto Polonoreste provocó deforestación masiva, daños ecológicos a gran escala, así como la reubicación forzada de comunidades indígenas. El proyecto condujo a una campaña internacional que resultó en la suspensión de préstamos por parte del Banco Mundial.